# Мтацмінда (гора)
Мтацмінда (груз. მთაწმინდა) — одна з гір навколо Тбілісі, названа «Святою горою» по аналогії зі Святою Горою Афона. Цікава і як природне явище, і як місце розваг, і як святе місце — завдяки храму Батька Давида. З точки зору історії і культури цікава Пантеоном біля цього храму, а з точки зору кулінарії — рестораном. Вважається найвищою горою в окрузі, хоча гора Махата вище її метрів на п'ятсот.

## Географія
Розташована на правому березі річки Кура (грузинська назва річки — Мткварі), практично в центрі міста. Мтацмінда домінує над навколишніми височинами і є своєрідним символом столиці Грузії. Висота гори — приблизно 740 м. Це на 240 м вище вулиці Чонкадзе, що проходить біля підніжжя.
На вершині розташована телевежа заввишки 277,4 м. Підйом на цю гору — справа непроста. На Мтацмінді є найкращі в місті оглядові майданчики, причому такі краще шукати не на самому верху в парку, а трохи нижче, на схилі. З оглядових майданчиків парку відкривається прекрасний вид на місто, що лежить долі Тбілісі.
Мтацмінда оспівана у віршах і піснях, зокрема, в одній з найвідоміших грузинських пісень «Тбілісо».

## Історія
На схилі гори розташована церква Святого Давида (Мама-Давіті). За переказами, подвижник оселився тут в VI столітті. У XIX столітті на місці його молитовні було побудовано кам'яну церкву. На згадку про цю подію щорічно відзначається церковне свято мамадавітоба. Навколо церкви з 1929 р. (офіційне відкриття) існує пантеон «Мтацмінда» з численними похованнями видатних людей Грузії — відомих письменників, артистів, вчених і національних героїв.

## Фунікулер на Мтацмінді
Свого часу гора була знаменита своїм фунікулером. Його будувала бельгійська трамвайна фірма з 1903 по 1905 рік. Фунікулер був із двома вагончиками, які бігали по ділянці в 500 м від вулиці Чонкадзе до парку на вершині. Посередині було передбачено цікаву розв'язку для того, щоб вагончики розходилися. Цю розв'язку красиво пов'язали з пішохідною стежкою, що проходить під лінією фунікулера і з неї є вихід на оглядовий майданчик, влаштований по центру розв'язки. Біля початку і кінця лінії містилися станції-павільйони. У такому вигляді фунікулер увійшов до літератури і живопису.
За радянських часів павільйони навіщось перебудували в іншому архітектурному стилі. Влітку 2000 р. на лінії фунікулера стався обрив троса і з цього часу він припинив свою роботу. Десь на початку 2013 р. сталося давно очікуване: знаменитий фунікулер відновили. Жахливий дизайн нижньої станції замінили на естетично прийнятний. Встановили нові червоні вагончики з рекламками телефонної фірми «Магті». Проїзд коштує 2 ларі, необхідно мати спеціальну карту, що нагадує автобусну.
Проїзд виглядає так. Ви підходите до каси і кладете на карту 2 ларі. Картою оплачуєте турнікет. Цей турнікет має вертушку, яка обернеться сама і пропхне вас на територію станції. Там зазвичай вже стоїть вагончик — він відбуває кожні 10 хвилин. Вагончик розділений на три секції з лавками. Вікна засклені і тоновані, так що ви вже не зможете подібно до Остапа Бендера «трохи не випасти» з фунікулера.
Фунікулер робить зупинку на центральному «острівці». Острівець теж має свій турнікет. Звідси можна поїхати вгору або вниз за 1 ларі. Знизу до острівця ви доїжджаєте за ті ж 2 ларі.